# Cuộc đua kỳ thú (trò chơi truyền hình)
Cuộc đua kỳ thú (tiếng Anh: The Amazing Race Vietnam) là một trò chơi truyền hình do Đài Truyền hình Việt Nam và công ty BHD sản xuất, được phát sóng trên kênh VTV3 từ ngày 18 tháng 5 năm 2012 đến ngày 7 tháng 9 năm 2019. Đây là phiên bản Việt Nam của chương trình The Amazing Race đến từ Hoa Kỳ.
Chương trình này bao gồm các cặp thí sinh cùng nhau thi đấu và tranh đua ở nhiều địa điểm trên khắp Việt Nam, như một cách quảng bá du lịch và hình ảnh đất nước. Tính đến năm 2019, Cuộc đua kỳ thú đã sản xuất được sáu mùa.

## Định dạng
Cuộc đua kỳ thú là một trò chơi truyền hình theo chân các cặp thí sinh cùng nhau thi đấu và đi qua khắp nhiều địa điểm tại Việt Nam. Cuộc đua được chia thành nhiều chặng, yêu cầu các đội phải di chuyển và hoàn thành những nhiệm vụ được đặt ra để nhận được manh mối dẫn dắt họ đến trạm dừng chân, nơi họ được nghỉ ngơi và tiếp sức trước khi bước vào chặng kế tiếp. Đội chơi đầu tiên đặt chân tại trạm dừng thông thường sẽ nhân được một món quà, trong khi đội về đích cuối cùng thông thường sẽ bị loại khỏi cuộc đua (trừ những chặng không loại). Chặng cuối cùng của mỗi cuộc đua bao gồm sự tham gia của ba đội, cặp về nhất tại đích đến sẽ nhận được giải thưởng chung cuộc trị giá 300 triệu đồng.
Trước khi bắt đầu một chặng đua, mỗi đội sẽ nhận được một khoản tiền mặt họ có thể sử dụng trong quá trình thực hiện nhiệm vụ của mình (riêng đội bị phạt không được cung cấp tiền cho chặng đua).

### Các đội chơi
Mỗi đội chơi bao gồm hai thí sinh có quan hệ với nhau.

### Cờ đánh dấu lộ trình
Trong phiên bản gốc, cờ lộ trình có nền màu vàng và sọc màu đỏ. Tuy nhiên, phiên bản Việt Nam sử dụng cờ có nền màu cam và sọc màu xanh lá nhạt để tránh liên hệ đến một vấn đề chính trị nhạy cảm tại quốc gia này. Những lá cờ lộ trình của chương trình đánh dấu nơi mà các đội phải đến. Hầu hết những lá cờ này được dán trên các hộp đựng mật thư, số còn lại đánh dấu nơi mà các đội phải đến để hoàn thành các thử thách.

### Mật thư
Mật thư được các thí sinh tìm thấy trong suốt cuộc đua thông qua những phong bì màu vàng, thông thường được giữ trong hộp mật thư hay do một người của chương trình trao tay. Những mật thư này cung cấp cho các đội chơi những thông tin về địa điểm tiếp theo và những nhiệm vụ mà họ cần làm để có thể hoàn tất chặng đua.
- Lộ trình: Một mật thư bình thường nói về thử thách đội chơi phải thực hiện để nhận mật thư tiếp theo. Nếu không hoàn thành được thử thách, họ sẽ bị chịu phạt tuỳ theo tiến độ hoàn thành (ví dụ đội đã hoàn thành 5/7 nhiệm vụ thì chỉ phải chịu phạt một khoảng thời gian ngắn hơn so với đội chỉ hoàn thành 1/7 nhiệm vụ). Ở cuối chặng, một mật thư Lộ trình sẽ dẫn đội chơi đến điểm đích.
- Lựa chọn kép: Nêu lên hai thử thách cho các đội lựa chọn, mật thư kèm mô tả về cả hai thử thách nhưng có thể phải di chuyển một quãng ngắn để đến địa điểm thực hiện. Thông thường, một thử thách ít đòi hỏi thể chất hơn nhưng thường đòi hỏi thời gian hoặc khả năng suy luận trong khi thử thách còn lại thường đòi hỏi thể chất hoặc sự can đảm để hoàn thành. Đội chơi có thể đổi thử thách hiện tại để làm thử thách còn lại nhưng sẽ mất thời gian để di chuyển giữa hai nơi.
- Vượt rào: Chỉ một trong hai thành viên phải làm nhiệm vụ này. Trước khi thực hiện một thử thách "Vượt rào", các đội nhận được một câu hỏi về thử thách sắp tới (chẳng hạn "Ai thích giày đẹp?" cho thử thách đánh giày). Khi đã quyết định ai làm nhiệm vụ, họ mới biết cụ thể nhiệm vụ đó. Nếu không hoàn thành được thử thách, họ sẽ bị chịu phạt tuỳ theo tiến độ hoàn thành. Trong trường hợp người đang làm nhiệm vụ bị chấn thương, đội mới có quyền thay người.
- Nhảy cóc: Đây là một nhiệm vụ đặc biệt, xuất hiện kèm với một nhiệm vụ khác (Lộ trình, Vượt rào, Lựa chọn kép) trong mật thư và đội chơi có hai lựa chọn: tiếp tục thực hiện các nhiệm vụ bình thường hoặc làm nhiệm vụ Nhảy cóc. Nếu đội chơi chọn Nhảy cóc và hoàn thành nhiệm vụ này, họ sẽ được phép về đích nhanh. Chỉ có một đội được thực hành nhiệm vụ Nhảy cóc. Nếu đã chọn Nhảy cóc mà không hoàn thành được nhiệm vụ này (bỏ cuộc hoặc có đội khác chọn thực hành), đội đó sẽ phải quay trở lại thực hiện các nhiệm vụ bình thường.

### Rào cản
Rào cản là hình thức duy nhất mà một đội có thể cản trở đội kia trong quá trình đua. Rào cản luôn xuất hiện ngay sau Lựa chọn kép, và đội đầu tiên hoàn thành Lựa chọn kép sẽ có cơ hội được cản đội còn đang thực hiện phía sau họ. Đội nào vướng phải rào cản (sau khi hoàn thành một thử thách của Lựa chọn kép) sẽ phải quay lại làm nhiệm vụ còn lại của Lựa chọn kép.

### Thẻ ưu tiên
Thẻ ưu tiên được trao cho đội về đích thứ nhất ở chặng đầu tiên của mùa thi, cho phép đội chơi bỏ qua bất cứ nhiệm vụ nào trong cuộc đua (trừ  Nhảy cóc) mà không bị phạt. Thẻ này chỉ sử dụng được một lần duy nhất và nếu không sử dụng thì sẽ hết hiệu lực vào cuối chặng 8 hoặc chặng 9 tuỳ theo mùa.
Trong mùa thứ sáu, đội S.T. - Bình An đã sử dụng thẻ ưu tiên để cứu đội Minh Triệu - Kỳ Duyên đã bị loại.

### Chặng không loại
Trong chặng không loại, đội về đích cuối cùng sẽ không bị loại, nhưng phải chịu một trong các chế tài xử phạt sau ở chặng kế tiếp:
- Đánh dấu loại: Đội bị đánh dấu loại phải về nhất trong chặng kế tiếp, nếu không sẽ bị phạt từ 30 đến 45 phút tại điểm về đích.
- Tịch thu tiền: Đội chịu hình phạt này phải hoàn trả tất cả số tiền mà họ kiếm được trong những chặng trước, đồng thời cũng không được cung cấp tiền trong chặng kế tiếp. Họ có thể xin tiền từ người dân hoặc từ đội chơi khác để hỗ trợ cho việc di chuyển.
- Giảm tốc: Đội chơi về cuối trong chặng đua phải thực hiện thêm một thử thách phụ trong chặng kế tiếp. Các đội khác không phải thực hiện thử thách này.

Một số chế tài xử phạt không loại khác từng được áp dụng:
- Trong tập 2 của mùa 1 (2012), đội Richie - Mimi về đích cuối cùng ở chặng 2, là chặng không loại. Họ bị đánh dấu loại, nhưng bị tịch thu tiền thay vì phạt thời gian: nếu họ không về nhất trong chặng kế tiếp (chặng 3), họ sẽ bị tịch thu tiền và không được cung cấp tiền cho chặng tiếp đó (chặng 4).
- Trong tập 10 của mùa 2 (2013), đội Đinh Tiến Đạt - Hari Won đã về đích cuối cùng nên ở chặng sau phải xuất phát chậm hơn 30 phút.
- Trong tập 2 của mùa 4 (2015), đội Băng Di - Trang Pháp về đích cuối cùng. Bên cạnh bị tịch thu tiền và không được cung cấp tiền cho chặng sau, họ cũng không được cung cấp xe máy để di chuyển trong chặng kế tiếp. Tập 1 của mùa 6 (2019) cũng áp dụng chế tài xử phạt tương tự cho hai đội cùng về cuối cùng ở chặng không loại.

### Chặng chung kết
Ba đội xuất sắc nhất của cả mùa thi sẽ tham gia chặng đua cuối cùng. Cả ba đội phải hoàn thành đủ các thử thách của chặng đua này trước khi nhận được mật thư dẫn họ tới vạch đích. Tại đây, người dẫn chương trình và các đội đã bị loại sẽ chờ ba đội chung kết hoàn thành cuộc đua.
Đội về đích đầu tiên sẽ là nhà vô địch của Cuộc đua kỳ thú và nhận được giải thưởng 300 triệu đồng. Đội về đích thứ hai sẽ là á quân của mùa giải. Đội về đích cuối cùng sẽ không phải nhận bất kì chế tài xử phạt nào.
Trong mùa 6 (2019), có bốn đội thay vì ba đội tham gia chặng chung kết. Ngoài ra các đội bị loại không có mặt ở đích đến.

### Định dạng và luật chơi
Hầu hết luật chơi và chế tài xử phạt của phiên bản Việt Nam tương tự như phiên bản tại Hoa Kỳ. Bám sát định dạng nhất là phiên bản mùa đầu tiên. Kể từ mùa thứ hai, một số định dạng đã được thay đổi: chẳng hạn không còn có một người địa phương đứng cạnh người dẫn chương trình tại thảm điểm danh cuối mỗi chặng, không còn có các phần thưởng du lịch hay nghỉ dưỡng dành cho đội về nhất mỗi chặng...

## Các sự việc xoay quanh chương trình

### Nghi vấn dàn xếp kết quả
Vào ngày 1 tháng 7 năm 2014, khi hai tập đầu tiên của mùa 3 vừa được trình chiếu, một tin nhắn điền thoại từ một người tự cho là thành viên tổ quay của công ty BHD được gửi đến giới truyền thông, anh cho rằng công ty đã dàn xếp kết quả "lộ liễu" và tiết lộ chương trình đã thay đổi quy chế, đưa ra luật mới để không loại đội Xanh dương của Kiwi Ngô Mai Trang và Đỗ Hoàng Dương. Nội dung của tin nhắn cũng đã tiết lộ rằng giải Nhất thuộc về đội Hồng của ca sĩ Hương Giang và Criss Lai, giải nhì thuộc về đội Cam của hai diễn viên Trang Trần và Hiếu Nguyễn, đội Vàng của người mẫu Huyền Trang và nhà thiết kế An Định về thứ ba và vị trí thứ 4 thuộc về đội Xanh dương. Anh cho rằng ba đội của Ngô Mai Trang, Huyền Trang và Hương Giang đều được mời tham gia từ trước, còn việc tham gia thi tuyển của cả ba chỉ là "thủ tục."

### Thử thách gây phá hoại môi trường
Chặng 6 của mùa 6 vướng tranh cãi liên quan đến thử thách lặn biển ở Phú Yên. Cụ thể, người chơi phải nhớ thứ tự tấm bê tông đặt dưới biển, sau đó xếp lại các tấm trên bờ thành đề bài để cùng giải đáp án. Tuy nhiên, chi tiết gây tranh cãi là những tấm bê tông này được đặt lên rạn san hô. Phía Cuộc đua kỳ thú giải thích thêm ý định ban đầu của họ là đặt khung sắt và bê tông lên dải đá và cát, nhưng gặp trục trặc nên phải thay đổi. Sau cùng, ê-kíp Cuộc đua kỳ thú đã gửi lời xin lỗi. Theo đó, đơn vị sản xuất thừa nhận việc xếp bê tông lên san hô là sai và xin rút kinh nghiệm.

### Thử thách ngược đãi với động vật
Một cư dân mạng đã đăng ý kiến cá nhân lên nhóm Facebook Lạc Vào Sở Thú về thử thách vẽ sơn lên lợn trong tập 1 của mùa 6. Để thực hiện được thử thách này, các đội chơi phải thuần phục được chú lợn của mình. Để giữ chặt được lợn, họ phải giật, kéo dây cột, thậm chí là vật chú lợn nằm xuống đất để có thể dùng sơn vẽ lên da chúng. Vì hoảng sợ, nên tất cả lợn trong cảnh quay đều kêu la rất thảm thiết, không chỉ vậy, rất có thể sơn đã làm chúng khó chịu nên chẳng có con lợn nào chịu nằm yên. Những hình ảnh phản cảm này xuất hiện trên sóng truyền hình khiến rất nhiều khán giả phẫn nộ. Họ cho rằng, vì là một chương trình hút khách, có sự tham gia của người nổi tiếng và phát sóng rộng rãi, những hành vi không tốt với động vật có thể ảnh hưởng đến rất nhiều trẻ em xem chương trình.

### Tranh cãi về biên tập
Có rất nhiều ý kiến cho rằng mùa 6 không bằng các mùa khác do biên tập thiếu chuyên nghiệp. Ở một số tập phát sóng có những đội xuất hiện quá nhiều nhưng có đội được xuất hiện rất ít. Các tập 1, 9 được cho là "quá nhạt" do không hề có lựa chọn kép hay vượt rào. Một số chặng thử thách không có tính bứt phá gây sự nhàm chán cho người xem. Thậm chí, tập đầu tiên của mùa 6 còn bị nhận xét là "biên tập chán nhất trong các mùa".

## Các mùa phát sóng
| Mùa | Ngày phát sóng      | Ngày phát sóng       | Đội chiến thắng (Thành viên) | Số đội tham gia | Người dẫn chương trình  | Ghi chú                                                                |
| Mùa | Tập đầu             | Tập cuối             | Đội chiến thắng (Thành viên) | Số đội tham gia | Người dẫn chương trình  | Ghi chú                                                                |
| --- | ------------------- | -------------------- | ---------------------------- | --------------- | ----------------------- | ---------------------------------------------------------------------- |
| 1   | 18 tháng 5 năm 2012 | 10 tháng 8 năm 2012  | Saettie Baggio & Thành Phúc  | 10              | Dustin Nguyễn           | Phiên bản dành cho người thường.                                       |
| 2   | 26 tháng 7 năm 2013 | 18 tháng 10 năm 2013 | Thu Hiền & Diệp Lâm Anh      | 9               | Huy Khánh               | Phiên bản người nổi tiếng. Lần đầu giới thiệu điểm đến nước ngoài.     |
| 3   | 22 tháng 6 năm 2014 | 31 tháng 8 năm 2014  | Hương Giang & Criss Lai      | 9               | Huy Khánh               | Phiên bản kết hợp giữa người nổi tiếng và những người được tuyển chọn. |
| 4   | 17 tháng 7 năm 2015 | 25 tháng 9 năm 2015  | Nhật Anh & Ngọc Anh          | 8               | Phan Anh                | Phiên bản đối đầu giữa người nổi tiếng và người hâm mộ                 |
| 5   | 31 tháng 3 năm 2016 | 9 tháng 6 năm 2016   | Tiến Đạt & Thúc Lĩnh Lincoln | 10              | Huy Khánh               | Phiên bản All-stars                                                    |
| 6   | 6 tháng 7 năm 2019  | 7 tháng 9 năm 2019   | Lệ Hằng & H'Hen Niê          | 10              | Song Luân - Hương Giang | Phiên bản người nổi tiếng                                              |